# Surjawarman II
Surjawarman II (ur. ok. 1094 zm. w 1150) – władca Imperium Khmerskiego od 1113 do 1150 i budowniczy świątyni Angkor Wat.

## Życiorys
Był siostrzeńcem króla Harszowarmana III. Około 1112 roku obalił władcę Dharanindrawarmana I. Został koronowany na króla w 1119 roku. Władca ten scentralizował Kambodżę.
Nawiązał również po ponad 300-letniej przerwie stosunki dyplomatyczne i handlowe z Chinami (1116). Pomimo tego być może toczył z Chinami wojnę w 1132 roku. 
W 1128 roku przegrał wojnę z Annamem.

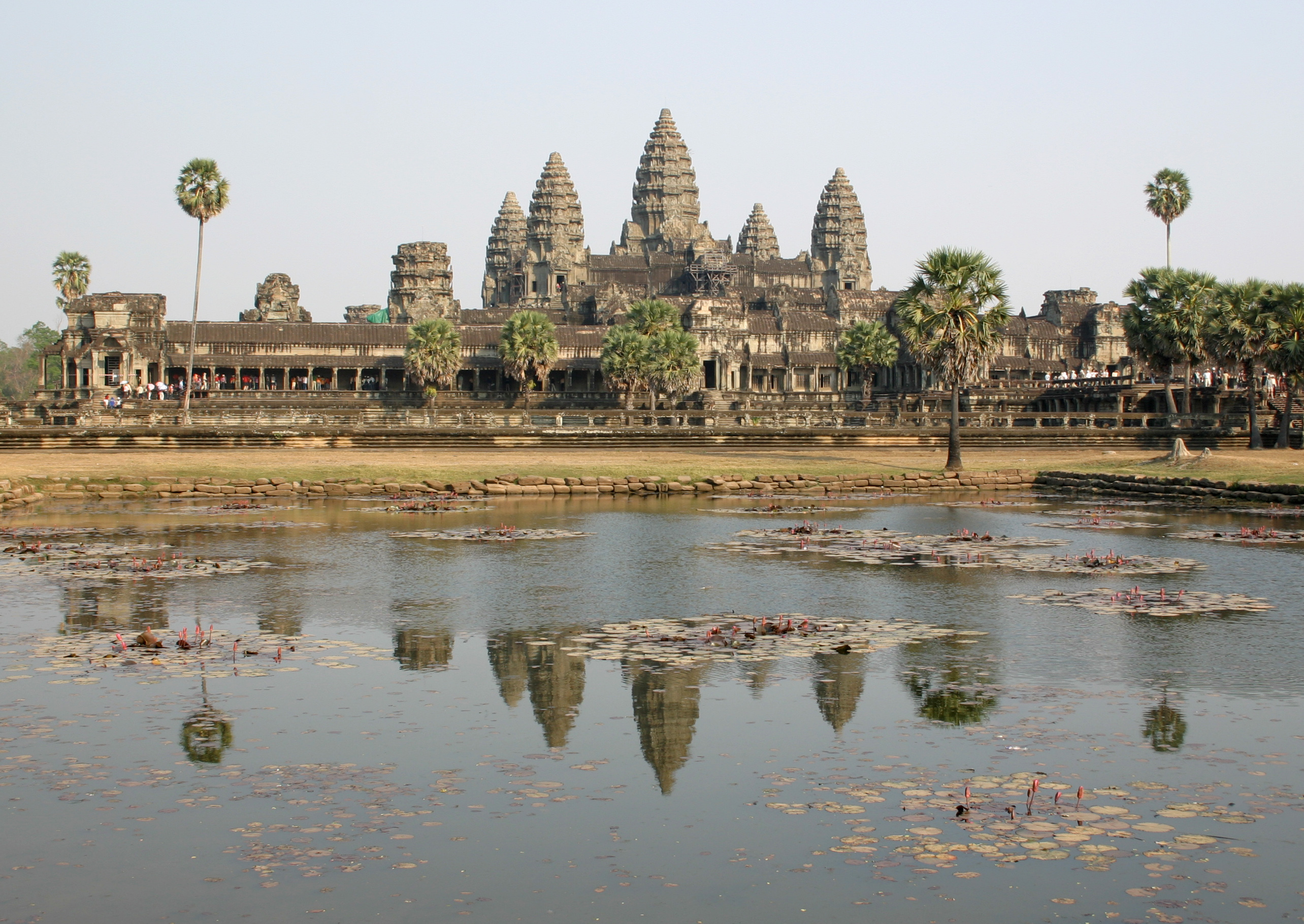
Angkor Wat

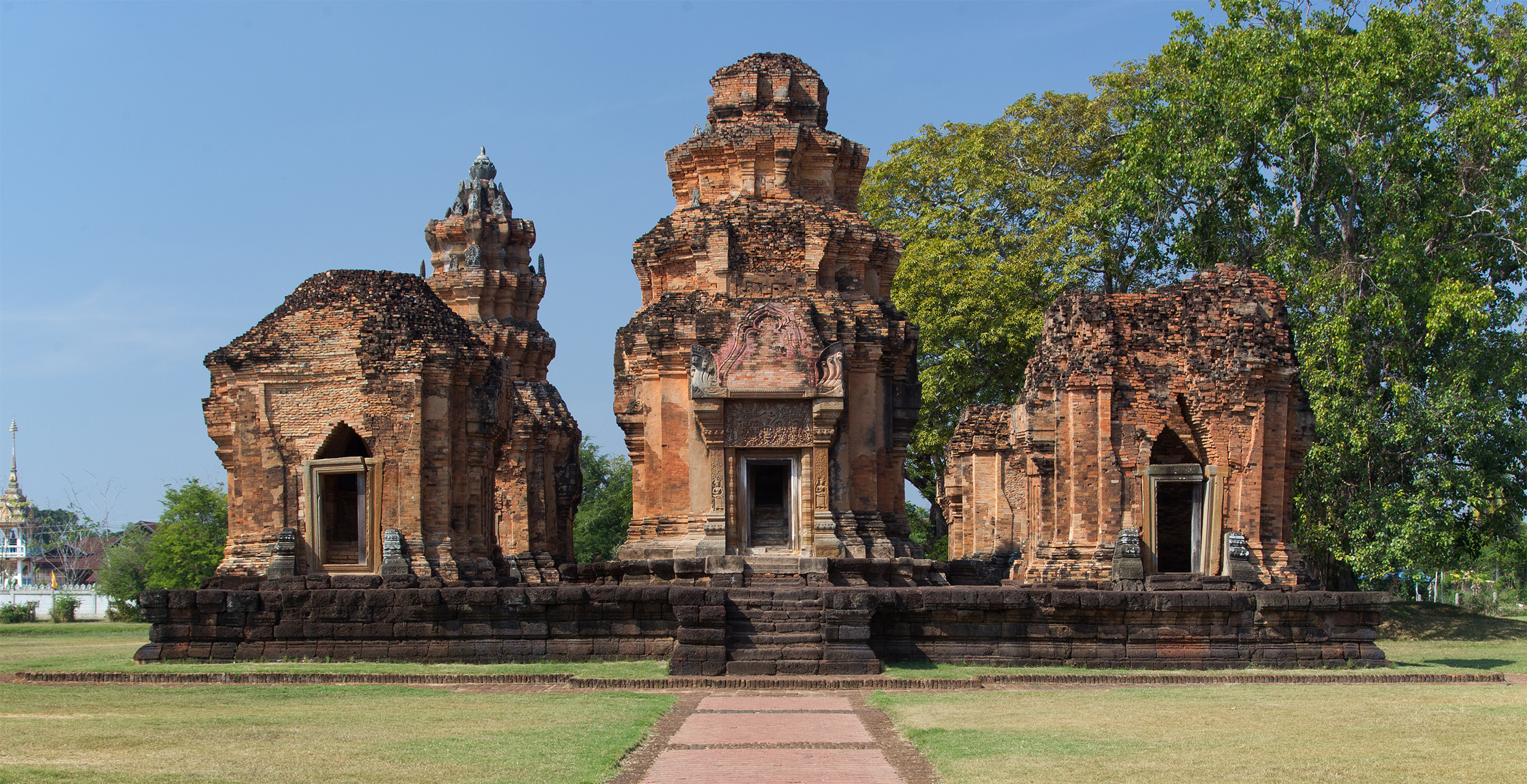
Prasat Sikhoraphum

Zbudował świątynie Angkor Wat poświęconej hinduskiemu bogu Wisznu, w której złożono jego szczątki po śmierci. Koszt budowy świątyni oraz innych budowli (m.in. Prasatu Sikhoraphum) okazał się tak duży, iż po jego śmierci królestwo stanęło w obliczu kryzysu finansowego.
Za jego panowania stolica się rozwijała, doszło też do zwiększenia się wpływów arystokracji khmerskiej.
Podczas swojego panowania podbił Annam zdobywając jego stolicę - Widżaję, sprzymierzając się z Czamami. Kiedy jednak jego sprzymierzeńcy zawarli pokój z Wietnamem, podbił górną Czampę w 1138 lub 1145 roku.
Monumentalne osiągnięcia za czasów jego panowania w architekturze i licznych wojskowych kampaniach, zaliczyły Surjawarmana II do jednego z największych królów imperium (obok Jaszowarmana I i Dżajawarmana VII).
W 1149 roku posłał armię na Tonkin, doznał jednak dotkliwej klęski.
Władca ten propagował wisznuizm, głosząc, że jest reinkarnacją Wisznu.
Zmarł w 1150 roku (być może w wyniku ran poniesionych w kampanii 1149 roku). 
Nowym władcą został jego krewny Dharanindrawarman II.